# Ágoston Ernő (költő)
Ágoston Ernő, szül. Adler, olykor Ágoston-Adler Ernő (Nyíregyháza, 1892. szeptember 8. – Kanada, 1979) hites könyvvizsgáló, kereskedő, költő. Verseit és műfordításait több lap, köztük a Nyugat is közölte.

## Családja
Adler Lipót és Singer Mária gyermekeként született. 1927. május 29-én Budapesten, az V. kerületben házasságot kötött Weisz Szerénával, Weisz Sámuel és Weisz Berta lányával.

## Művei
- A Firtosvár tündére (verses elbeszélés székely népmonda alapján, 1921)
- Decrescendo (költemények, 1922)
- Versek az alázatról (1922)
- Reménytelen remények (versek, 1927)
- Megtérés (versek, 1940)